# Королевство Бора-Бора
Королевство Бора-Бора (фр. Royaume de Bora-Bora) было основано в начале XIX века на территории одноимённого острова, а также островов Тупаи, Маупити, Маупихаа, Моту-Оне и Мануаэ. В 1847 году на Жарнакской конвенции было официально признано Великобританией и Францией. В XIX веке оно являлось одним из независимых полинезийских государств, расположенных на островах Общества близ Таити, Хуахине и Раиатеа, население которых говорило на похожих языках и имело одинаковую культуру, у их правителей была установлена взаимосвязь путём женитьбы на представительницах королевских династий. В 1888 году королевство было захвачено Францией, в 1895 году последняя его королева Териимаеваруа III была вынуждена отречься от престола.